# Chronologie des faits économiques et sociaux dans les années 1400
Chronologie de l'économie
Années 1390 - Années 1400 - Années 1410

## Événements
- 1397 : fondation de la banque des Médicis à Florence par Jean de Médicis (1360-1429). Il accroît considérablement les avoirs de sa famille. Commerçant avisé, il dirige activement une compagnie qui compte deux filiales en 1408 (Venise et Rome) et huit de plus à son apogée en 1445 (Naples, Pise, Milan, Genève, Lyon, Avignon, Bruges et Londres)[1]. Outre les ateliers de tissage de la laine et de la soie, il développe son activité bancaire en consentant d’énormes prêts aux souverains et au pape (dont Jean XXII). À la fin de sa vie, 90 % de ses revenus proviennent de la banque et 10 % du commerce, et les filiales ont pris une importance bien supérieure à celle de la maison mère.
- 1399-1403 : période de climat humide en Angleterre[2].
- 1400-1432 : règne d'Alexandre le Bon, voïvode de Moldavie, qui se trouve sur la route du commerce oriental avec la Pologne et la Transylvanie, ce qui lui apporte une grande prospérité[3].

- 1409 : première bourse à Bruges[4].
- Vers 1405-1410 – vers 1438-1440 : phase de hausse des prix en France[5].
- Vers 1405 – vers 1430 : phase de hausse des salaires urbains nominaux en Normandie[6].